# Општина Палтиноаса (Сучава)
Палтиноаса (рум. Păltinoasa) општина је у Румунији у округу Сучава.
Oпштина се налази на надморској висини од 454 m.